# Operação Jove
A Operação Jove foi uma operação militar levada a cabo na Guiné Portuguesa que durou de 16 a 19 de Novembro de 1969 e teve por principal consequência a captura do capitão cubano Pedro Rodrigues Peralta, que participava na Guerra do Ultramar do lado do PAIGC, revelando assim pela primeira vez na Guiné o envolvimento internacional no conflito.
O Corredor de Guileje era uma das principais entradas de guerrilheiros na Guiné pela Guiné-Conacri e os serviços de informação portugueses descobriram que estava para breve a passagem de uma coluna inimiga com material. Nela seguia Nino Vieira, comandante da Frente Sul do PAIGC. A Operação Jove coube ao Batalhão de Caçadores Pára-quedistas e foi planeada cuidadosamente. Dias antes da operação, um avião da FAP sobrevoou a zona para permitir ao comandante do Batalhão dos Caçadores Pára-Quedistas Tenente-Coronel Fausto Mendes e o comandante de companhia João de Bessa estudar o melhor local para uma emboscada à coluna militar do PAIGC.
Na madrugada de 16 de Novembro de 1969, 40 militares da Companhia 122 e 10 da Companhia 121 embarcaram em 10 Alouette para o Corredor de Guileje Levavam rações para três dias e, depois de aterrarem, caminharam a pé um dia e uma noite evitando trilhos para não serem detectados e progrediram sob a chuva por entre a mata densa.
Chegados ao ponto de emboscada, às 10 da manhã de 18 de Novembro um pequeno grupo composto pelo capitão Bessa, sargentos Neves Pereira, Mota e Valentim Gomes, primeiros-cabos Regageles, Carvalho e Rodrigues e soldado Doce detectam dois homens perto da picada, um negro e um branco, este o capitão Pedro Rodrigues Peralta e, ao sinal do capitão Bessa, o primeiro-cabo Regageles abate o negro com recurso a MG-42, sendo Pedro Rodrigues Peralta ferido, perseguido e capturado. Foi-lhe dado primeiros-socorros e evacuado por helicóptero para o hospital em Bissau. Foi depois transferido para a prisão de Caxias, tendo também causado um incidente diplomático com Cuba.

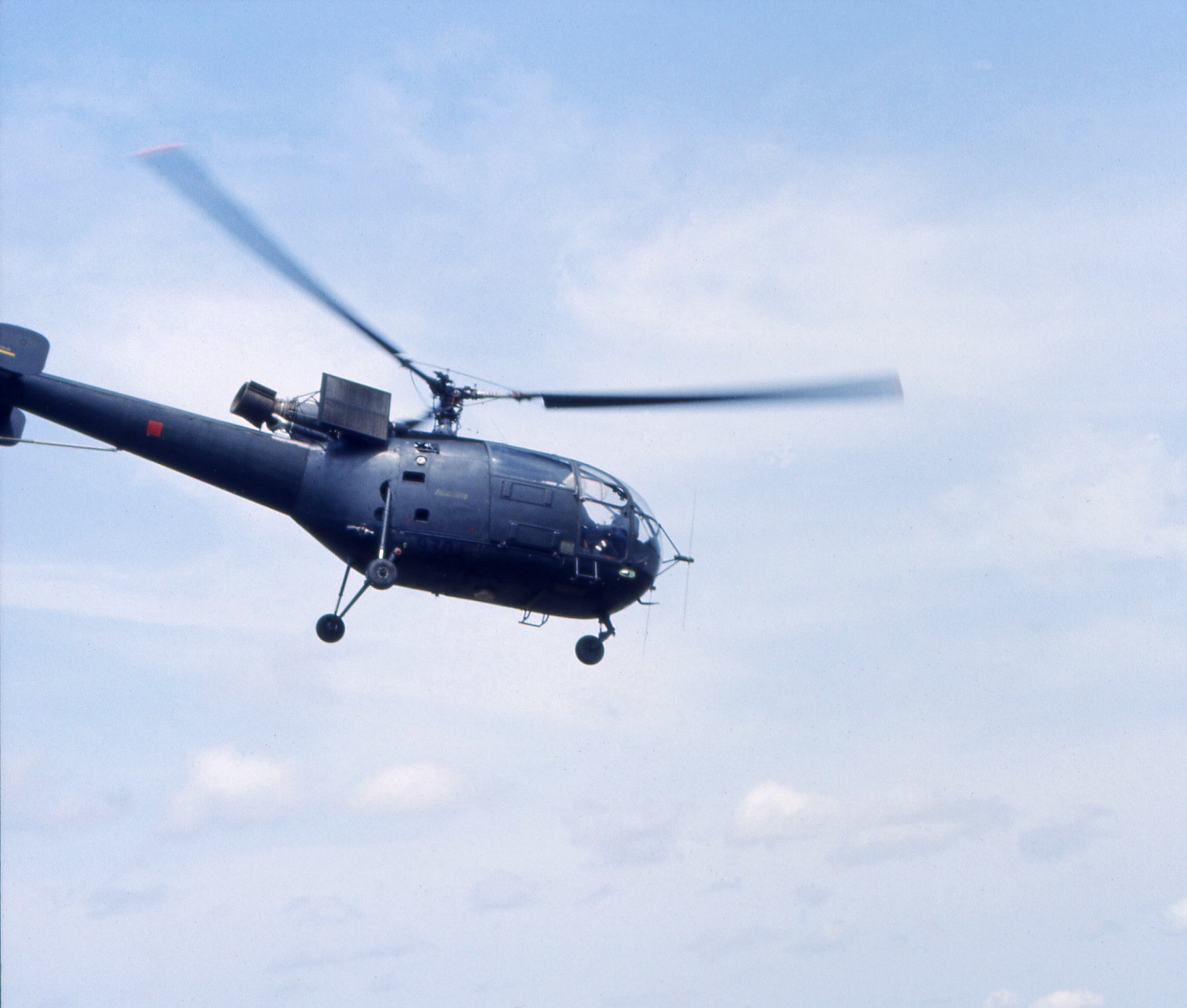
Alouette III.